# Władysława Jabrzyk
Władysława Jabrzyk (ur. 12 czerwca 1929 w Kaleniu, zm. 21 kwietnia 2016 w Końskich) – polska polityk, posłanka na Sejm PRL VIII kadencji.

## Życiorys
Córka Józefa i Zofii. Uzyskała wykształcenie zasadnicze zawodowe. Pracowała jako mistrz w Zakładach Przemysłu Wełnianego w Opocznie. W 1960 wstąpiła do Polskiej Zjednoczonej Partii Robotniczej, gdzie zasiadała w egzekutywie Komitetu Wojewódzkiego. Zasiadała też w wojewódzkiej radzie narodowej. W latach 1980–1985 pełniła mandat posłanki na Sejm PRL w okręgu Piotrków Trybunalski, zasiadając w Komisji Leśnictwa i Przemysłu Drzewnego, Komisji Przemysłu Lekkiego oraz w Komisji Przemysłu.
Wyróżniona odznaką „Zasłużony Pracownik Przemysłu Lekkiego”.
Z mężem Aleksandrem odznaczona Medalem za Długoletnie Pożycie Małżeńskie (2000).